# Congreso del Estado de Yucatán
El Congreso del Estado de Yucatán es la asamblea de diputados en la que se deposita el Poder Legislativo del Estado de Yucatán, una de las 32 entidades federativas integrantes de los Estados Unidos Mexicanos. La asamblea se reúne en el Recinto del Poder Legislativo ubicado en el poniente de la ciudad de Mérida. 
El Congreso de Yucatán, al igual que los demás Congresos de las entidades federativas que conforman México, es unicameral y está compuesta por 35 miembros, de los cuales 21 son electos mediante el principio de mayoría relativa, y los 14 restantes son designados mediante el sistema de representación proporcional. 

## Historia
El Primer Congreso Constituyente del Estado de Yucatán se estableció en la ciudad de Mérida el 20 de agosto de 1823, luego de realizar la declaración de las bases federalistas y decretar el establecimiento de la República de Yucatán el 29 de mayo de 1823, convocó a elegir diputados para formar un Congreso General Constituyente. El 15 de noviembre del mismo año, la comisión de legislación presentó el Proyecto de Constitución Política de la República de Yucatán. 
Yucatán se incorporó como república federada a la República Federal de México el 23 de diciembre de 1823. El 27 de julio de 1824, fue aprobada la Constitución Política del Estado Libre de Yucatán, pero al aprobarse meses después la Constitución Federal de 1824, el Constituyente Yucateco tuvo que ajustar algunos artículos de la Constitución estatal. 
La primera Constitución oficial y definitiva del estado se sancionó el 6 de abril de 1825. El artículo 15 de la Constitución dividía el poder supremo del estado para su ejercicio en Legislativo, Ejecutivo y Judicial. Los capítulos IX, X y XI completos abarcaban todo lo referente al poder legislativo y le brindaba sustento legal. La elección de los diputados era por elección indirecta mediante juntas de parroquia y el periodo era de un año.
En la Constitución Política del Estado de Yucatán sancionada el 31 de marzo de 1841, se estableció el sistema bicameral (Cámara de Diputados y Cámara de Senadores) y el método de elección directa. La Constitución de 1841 rigió durante el periodo independiente en que el estado se constituyó como la República de Yucatán. 
La Constitución Política del Estado de Yucatán sancionada el 16 de septiembre de 1850, mantuvo el sistema bicameral, pero regresó al método de elección indirecta; el periodo era de dos años y no había límite de reelección.
La Constitución Política del Estado de Yucatán sancionada el 21 de abril de 1862, mantuvo la elección directa y el periodo de dos años, pero regresó al legislativo al sistema unicameral y se le denominó Legislatura Constitucional del Estado de Yucatán.
La Constitución Política del Estado de Yucatán sancionada el 14 de enero de 1918, es la constitución actualmente vigente, mantuvo el sistema unicameral y la elección directa, pero cambio la denominación del legislativo a Congreso del Estado de Yucatán, que es la que se mantiene actualmente. Esta constitución lleva vigente más de un siglo y ha sido reformada en muchas ocasiones hasta llegar al sistema de leyes actual que sustenta las bases legales del Poder Legislativo del Estado de Yucatán.
En el mes de agosto de 2022, la Constitución Política del Estado de Yucatán fue reformada para aumentar el número de diputaciones del Congreso a 35, misma que será efectiva a partir de la LXIV Legislatura, a instalarse en el año 2024. 
El 20 de agosto de 2023, el congreso yucateco celebró, mediante sesión solemne, la instalación del Augusto Congreso Constituyente de 1823, conmemorando 200 años de vida del Poder Legislativo yucateco. 

## Elección, instalación y funcionamiento
Actualmente el Título Cuarto de la Constitución de Yucatán es el que sustenta y da legalidad al Congreso del Estado. Los artículos más relevantes correspondientes al Legislativo son los siguientes:
- Artículo 18: La asamblea se denominará Congreso del Estado de Yucatán.
- Artículo 19: Los Diputados son inviolables por las manifestaciones de ideas opiniones.
- Artículo 20: El Congreso se compondrá de veinticinco diputados electos popularmente cada tres años.
- Artículo 22: Requisitos para ser diputado.
- Artículo 27: Del número de periodo de sesiones y fechas de inicio y conclusión de las mismas.
- Artículo 29: Toda resolución del Congreso tendrá el carácter de Ley, Decreto o Acuerdo.
- Artículo 30: Facultades y atribuciones del Congreso del Estado.
- Artículo 42: Diputación Permanente.

Los diputados son electos por votación directa cada 3 años; por cada diputado es nombrado un suplente. Según la ley actual, existe posibilidad de reelección hasta por cuatro periodos consecutivos, únicamente bajo la condición de postulación por el mismo partido político, o en su caso, cualquiera de los partidos integrantes de la coalición. Hasta el año 2010, las elecciones ordinarias se realizaban el tercer domingo del mes de mayo del año correspondiente a la elección; en los comicios de 2012, la elección se realizó el primer domingo del mes de julio.
Finalmente, tras la reforma federal constitucional en materia electoral del año 2014, se reformó también la ley electoral de Yucatán, homologándose con las elecciones federales ordinarias, celebrándose, a partir de ese año, las elecciones el primer domingo del mes de junio, reflejándose por primera vez en las elecciones estatales de 2015.
El Congreso electo deberá instalarse el 1 de septiembre próximo de la fecha que fue elegido. Entre las facultades y deberes primordiales del congreso están: aprobar la Ley de Ingresos y el Presupuesto de Egresos del Gobierno del Estado y las leyes de ingresos de los municipios y aprobar o derogar todo tipo de leyes que convengan para el mejor desarrollo del estado.

## Legislaturas recientes de Yucatán
| Legislatura | Periodo   |
| ----------- | --------- |
| LII         | 1991-1994 |
| LIII        | 1994-1995 |
| LIV         | 1995-1998 |
| LV          | 1998-2001 |
| LVI         | 2001-2004 |
| LVII        | 2004-2007 |
| LVIII       | 2007-2010 |
| LIX         | 2010-2012 |
| LX          | 2012-2015 |
| LXI         | 2015-2018 |
| LXII        | 2018-2021 |
| LXIII       | 2021-2024 |
| LXIV        | 2024-2027 |